# Joanna Wojtacka
Joanna Krystyna Wojtacka – polska lekarka weterynarii, doktor habilitowany nauk rolniczych.

## Kariera naukowa
W 2002 roku uzyskała tytuł lekarza weterynarii, nadanego przez Uniwersytet Warmińsko-Mazurski w Olsztynie. 
18 stycznia 2008 roku ukończyła studia doktoranckie na kierunku nauki weterynaryjne na Uniwersytecie Warmińsko-Mazurski w Olsztynie na podstawie pracy pt. Wpływ oksytetracykliny i dimeru lizozymu (KLP-602) na procesy odpornościowe i patomorfologię wybranych narządów wewnętrznych jesiotra syberyjskiego (Acipenser baeri Brandt 1869).
Od 2013 roku zatrudniona jest w Uniwersytecie Warmińsko-Mazurskim w Olsztynie.
19 marca 2021 roku uzyskała stopień doktora habilitowanego nauk rolniczych w dyscyplinie weterynarii na Uniwersytecie Warmińsko-Mazurskim w Olsztynie na podstawie rozprawy pt. Ocena ryzyka zanieczyszczenia produktów pszczelich przetrwalnikami wybranych bakterii beztlenowych.

## Publikacje
- 2006: Iffect of prolonged feeding of turkeys with a diet containng oxidized fat on morfological lesions of internal organs.
- 2006: Development diagnostic and therapeutic system.
- 2006: Effect of the herbicide Avans 330 SL on the liver pathomorphology of clinically healthy carp (Cyprinus carpio L.) and carp infected by Ichthyophthirius multifiliis.
- 2006: Effect of the herbicide avans 330 sl and azoprim 50 wp on skin pathomorphology of healthy and patient carp with ichthyophthiriasis.
- 2006: Effect of the herbicide Avans 330 SL and Azoprim 50 WP on skin pathomorphology of healthy and patient carp with Ichthyophthiriasis.
- 2006: Effect of the herbicide Avans 330 SL on the liver pathomorphology of clinically healthy carp (Cyprinus carpio L.) and carp infected by Ichthyophtirius multifiliis.
- 2007: Effect of oxytetracycline and lysozyme dimer on ultrastructural pattern of the hepatocytes in Siberian sturgeon.
- 2007: Influence of oxytetracycline and lisozyme dimer on morphological pattern of the liver in Siberian sturgeon.
- 2008: Influence of the high doses of oxytetracycline in the presence of lysozyme dimer on morphological pattern of the liver in Siberian sturgeon (Acipenser baeri Brandt 1869). In: Václav Řehout, Biotechnology 2008, Animal Biotechnology.
- 2008: Effect of oxytetracycline and lisozyme dimer on morphological pattern of hepatocytes in Syberian sturgeon (Acipenser baeri, Brandt 1869).
- 2008: Grey herons (Ardea cinera L.) as a tool for monitoring the environment for metal concentrations in the vicinity of a pesticide tomb in the Iławskie Lake District.
- 2008: Grey heros (Ardea cinera L.) as a tool for monitoring the invironment for metal concentrations in the vicinity of a pesticide tomb in the Iławskie lake district.
- 2008: Veterinary pathology in Europe in the light of the congresses of the European Society of Veterinary Pathology in the last decade.
- 2009: The effect of oxytetracycline and lysozyme dimer on the morphology of girls in Syberian sturgeon, [w:] Babińska I., Szarek J., Gesek M., Pathology today.
- 2010: Effect of Oxytetracycline and lysozyme dimer on morphological pattern of the hepatocytes and immunomodulation in Siberian sturgeon (Acipenser Baeri).
- 2014: Jakość i higiena miodu.
- 2015: Determination of the cytotoxic activity of Campylobacter strains isolated from bovine and swine carcasses in north – eastern Poland.
- 2016: Clostridium botulinum spores in honey from small apiaries in Poland.
- 2017: Determination of polymorphism of IS-1311 sequence in Mycobacterium avium subspecies paratuberculosis strains isolated from milk samples.
- 2017: Prevalence of Clostridium botulinum type A, B, E and F isolated from directly sold honey in Lithuania.
- 2017: Honey sold directly by producers in the Silesian region of Poland as a source of Clostridium botulinum types A, B, E, and F.
- 2017: Occurrence of faecal shedding of Mycobacterium avium subs. paratuberculosis by calves.
- 2018: Detection of virulence genes determining the ability to adhere and invade in Campylobacter spp. from cattle and swine in Poland.
- 2020: Clostridium difficile in bee products: assessing the spread of the bacterium.
- 2020: Antimicrobial resistance and virulence-associated markers in Campylobacter strains from diarrheic and non-diarrheic humans in Poland.
- 2020: Antimicrobial resistance and virulence properties of Campylobacter spp. originating from domestic geese in Poland.

Opracowano na podstawie źródła:.